# 김영민 (1958년)
김영민(1958년 10월 5일 - )은 대한민국의 전 교수이자 작가이며, 철학자, 시인이다.

## 생애
김영민 철학자는 1958년 경남 통영에서 태어났다. 부산대 철학과를 졸업하고, 미국 워싱턴 주립대학(University of Washington)에서 석사를, 드류 대학(Drew University)에서 철학박사학위를 받았다. 부산대 강사와 감리교신학대 종교철학과 조교수를 지냈고, 1996년 전주 한일장신대학교 인문사회과학부 부교수가 되었다가 2006년에 교수직을 사임하고 숙명여대에서 철학을 가르치기도 했다. 그는 『서양철학사의 구조와 과학』, 『신없는 구원, 신앞의 철학』, 『철학으로 영화보기, 영화로 철학하기』, 『컨텍스트로, 패턴으로』, 『탈식민성과 우리 인문학의 글쓰기』, 『손가락으로, 손가락에서 : 글쓰기의 철학』, 『자색이 붉은 색을 빼앗다』, 『보행』, 『사랑 그 환상의 물매』, 『산책과 자본주의』, 『동무와 연인』, 『동무론』, 『영화인문학』, '인간의 글쓰기, 혹은 글쓰기 너머의 인간(2020)' 등 다수의 저서가 있다. 천안과 서울 등지에서 인문학 학교 '장숙'(http:jehhs.co.kr/)을 열어 후학들을 가르치고 있다.

## 철학적 사유

### 글쓰기 이론
글은 뇌가 아닌 손가락으로 쓰는 것이라는 지론을 가지고 있다. 그밖에도 글쓰기에 대한 다양한 성찰을 보여주며, 특히 자신이 깨달은 철학의 궁극은 '문자학'으로 귀결되더라는 주장을 한다. 그러나 2013년 이후로 '글쓰기의 지질함'에 대한 주장으로 선회하면서, 글쓰기보다 생활 속의 실천의 순간에 집중하려는 태도를 내비치기 시작한다.

### 인문학의 위기(죽음)
김영민은 인문학의 위기와 관련된 발언을 자주한다. 그는 대한민국에서 인문학의 현실을 상기할 때, "대한민국은 살풋 정신나간 나라"라는 생각이 든다고 말한다. 왜냐하면 "인문학이 서야 나라가 선다"라고 생각하는 그가, 강단에서 바라보는 대한민국 인문학의 현실이 황폐하기 때문이다.
"대학의 근본 이념인 다양성과 깊이, 인간화를 묵살한 채 기술 학원이나 외국어 학원 일양(一樣)으로 전락시켜 가는 모습을 두고 개성화라니 오직 유구불언일뿐이다.(중략) 유용성에도 대학 교육이 뜻을 두어야 마땅할 유(類)와 격(格)이 있는 법이다. 눈앞의 유용성에 코를 꿴 채, 대학의 이념과 인문적 가치를 도외시하면서 대학생을 실무 교육 위주의 기술생으로 취급하려는 태도는 불행한 단견(短見)이 아닐 수 없다."

참고로 이러한 생각은 소설가 김훈의 소신과는 상반된 것이다. 김훈은 대학에서 '먹고 살 방법'을 가르치는 것이 무슨 문제이냐 되물으며, 그것은 매우 정당한 것이라 목소리를 높인다. 물론, 두 사람이 실제로 글이나 말로 대결한 바는 없다.

## 저서
- 철학과 상상력, 시간과 공간사, 1992
- 서양철학사의 구조와 과학, 은익, 1993
- 신없는 구원, 신앞의 철학, 다산글방, 1994
- 현상학과 시간, 까치, 1994
- 철학으로 영화보기, 영화로 철학하기, 철학과 현실사, 1994
- 컨텍스트로, 패턴으로, 문학과 지성사, 1996
- 탈식민성과 우리 인문학의 글쓰기, 민음사, 1996
- 고전평설, 철학과 현실사, 1996
- 소설 속의 철학, 문학과 지성사, 1997
- 손가락으로, 손가락에서, 민음사, 1998
- 진리·일리·무리, 철학과 현실사, 1998
- 문화·문화·문화, 동녘, 1998
- 지식인과 심층근대화, 철학과 현실사, 1999
- 자색이 붉은 색을 빼앗다, 동녘, 2001
- 보행, 철학과 현실사, 2001
- 사랑 그 환상의 물매, 마음산책, 2004
- 산책과 자본주의, 늘봄, 2007
- 동무와 연인, 한겨레출판사, 2008
- 동무론, 한겨레출판사, 2008
- 영화인문학, 글항아리, 2009
- 공부론, 샘터, 2010
- 세속의 어긋남과 어긋냄의 인문학, 글항아리, 2011
- 비평의 숲과 동무공동체, 한겨레출판사, 2011
- 봄날은 간다, 글항아리, 2012
- 당신들의 기독교, 글항아리, 2012
- 집중과 영혼, 글항아리, 2017
- 차마, 깨칠 뻔하였다, 늘봄, 2018
- 동무론 복간, 최측의 농간, 2018
- 자본과 영혼, 글항아리, 2019

- 인간의 글쓰기 혹은 글쓰기 너머의 인간, 글항아리, 2020
- 옆방의 부처(시집), 글항아리, 2021
- 적은 생활, 작은 철학, 낮은 공부, 늘봄, 2022